# Pagurus samuelis
Pagurus samuelis, Cua ẩn sĩ sọc xanh, là một loài cua ẩn sĩ từ bờ biển phía tây của Bắc Mỹ, và là loài cua ẩn sĩ phổ biến nhất ở California. Nó là một loài nhỏ, với những sọc màu xanh đặc biệt trên đôi chân của chúng. Nó thích sống trong vỏ của ốc khăn xếp đen, và là một sống về đêm ăn tảo và xác thối rữa.

## Hình ảnh

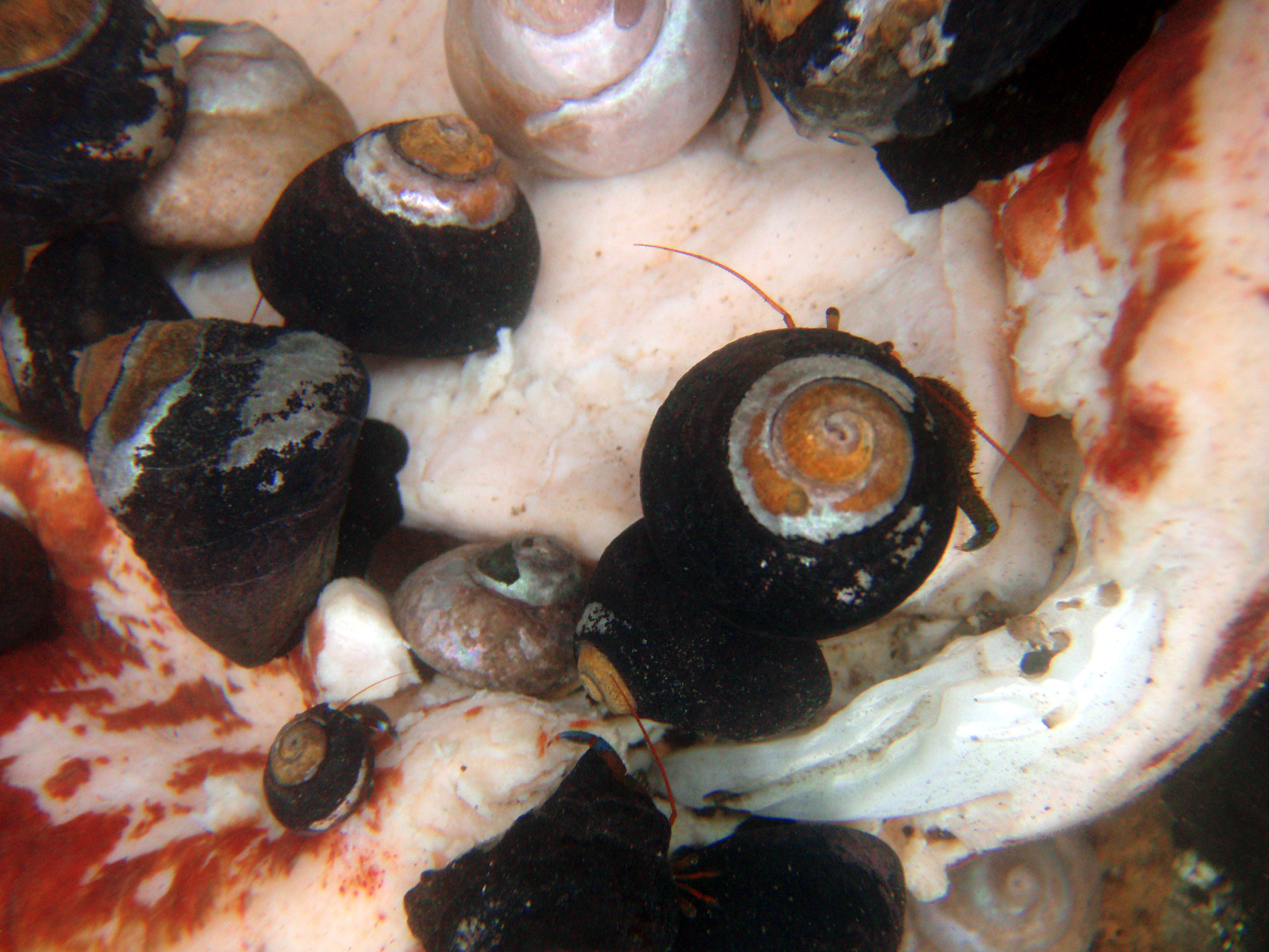
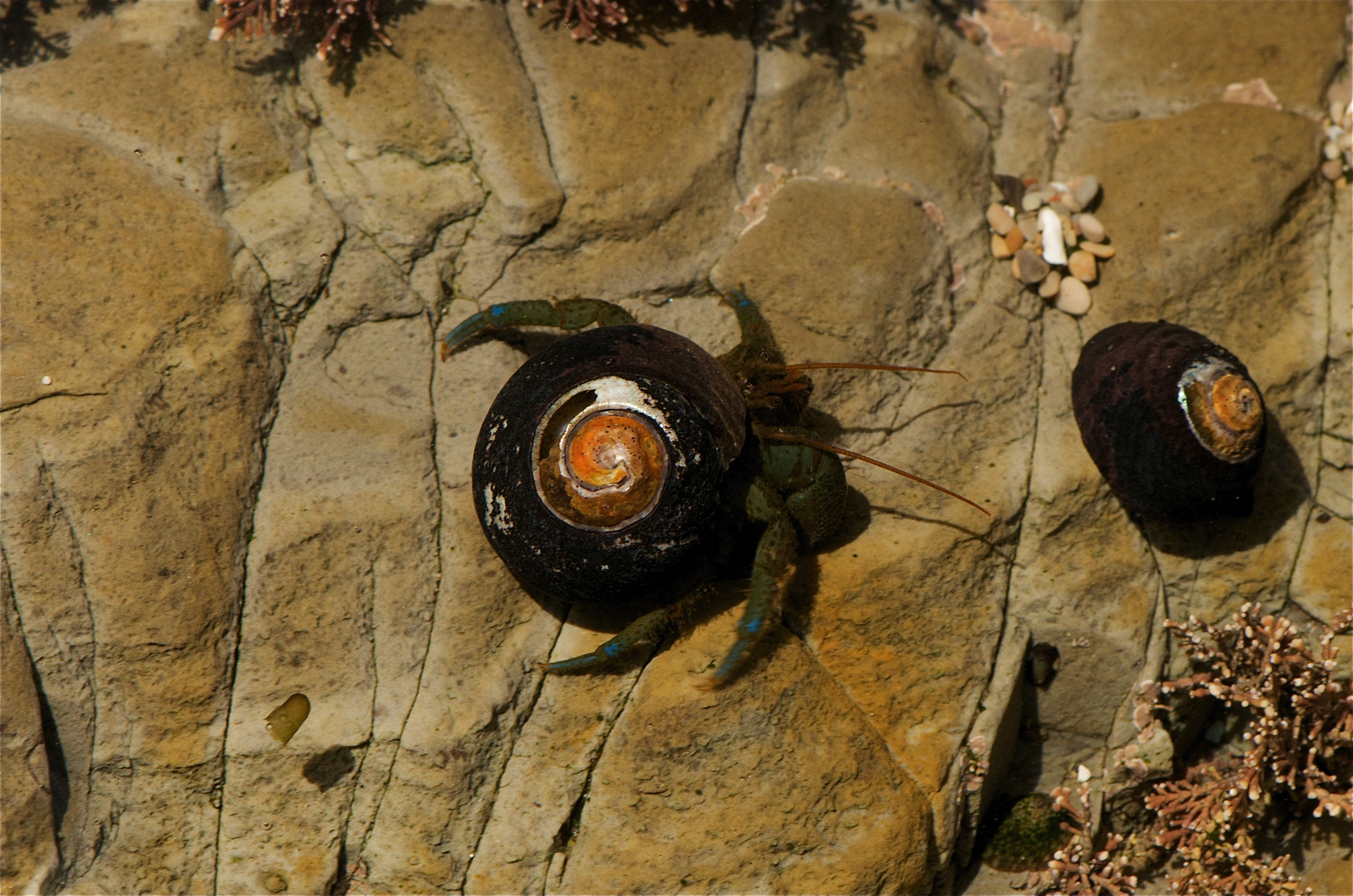
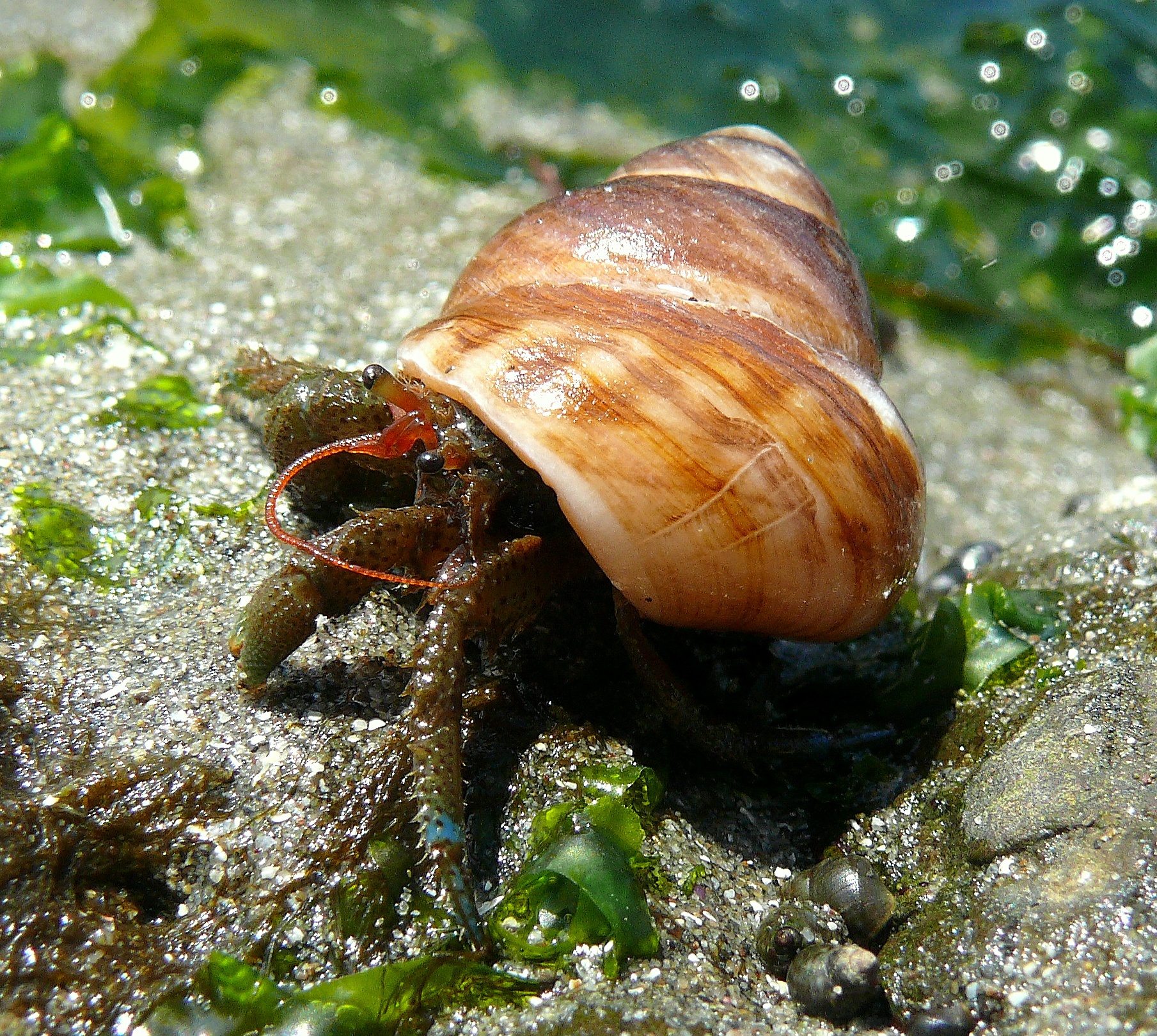
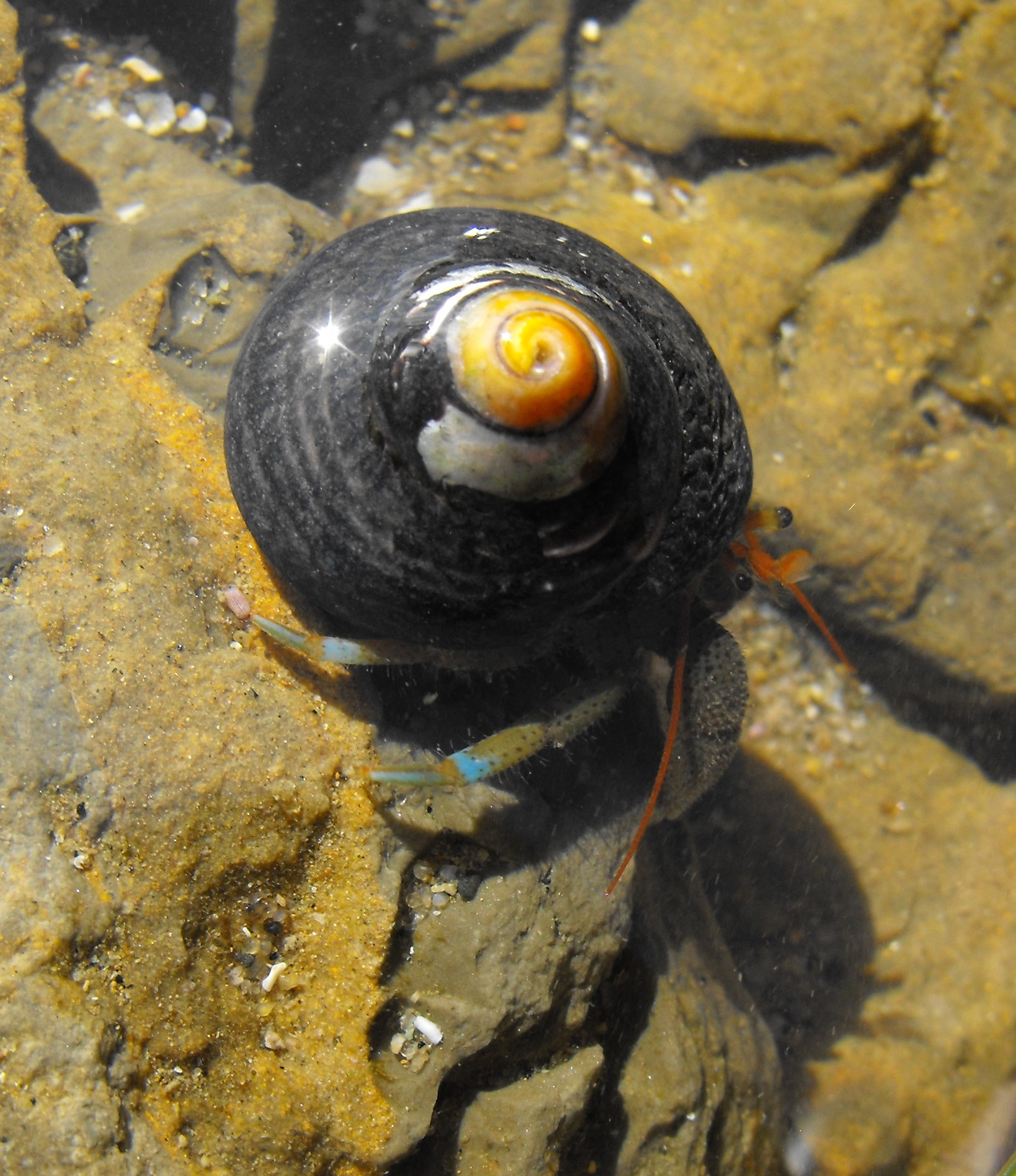